# Marvel (группа)
«Marvel» (рус. «Чудо») — украинская альтернатив рок и альтернатив метал-группа, образованная в городе Киев, в 2006 году, играющая преимущественно в жанрах альтернативный рок и альтернативный метал, одни из ярчайших представителей данного жанра на Украине.
С момента формирования группа отыграла массу концертов на украинских площадках, приняла участие в большинстве крупных фестивалей Украины.
В конце 2009 «Marvel» выпустили дебютный альбом В каждом из нас.

## История
С момента основания «Marvel» отыграли массу концертов на украинских площадках, приняли участие в большинстве крупных фестивалей Украины: «The Global Battle Of The Bands», «Open MicNight», «Up-Fest», «Дніпро», «РОК-ІНШІ», «Фортеця», «Za-Поріг», «Bingo Cover Fest», «Spirit of Fairy Spring — fest», «Rock’n’Girls Fest», «Psychedelic Summer», «Володимир», «Рок-Волна». Группа принимала участие в белорусских фестивалях «Metal Grace» (Гомель) и «Metal-Crowd» (Речица).
Группа делила сцену вместе с известными российскими командами: Ария, Слот, Jane Air, Маврин, Чёрный кофе, Tracktor Bowling, Чёрный обелиск, Бони Нем, а также с итальянцами Graveworm.
В марте 2014 года в официальном сообществе группы появилось сообщение о прекращении деятельности.

## Состав

### Текущий состав
- Ольга Скрипова — вокал
- Дмитрий Полудницин — гитара
- Артём Лаунец — гитара

### Бывшие участники
- Михаил Новиков — ударные (2006—2008)
- Александр Тавлуй — бас-гитара (2006—2008)
- Владислав Емец — ударные (2008—2012)
- Дмитрий Сергеев — бас-гитара (2008—2013)

## Дискография

### Альбомы
- 2009 — В каждом из нас (LP, Top Sound, Яock Music)
- 2010 — Она (EP, Max Morton Amazing Studio)
- 2013 — Black Stone (EP, Max Morton Amazing Studio)

### Синглы
- 2008 — Пепел (Single, White Studio)
- 2011 — Найти себя (Single, Max Morton Studio)

### Видеоклипы
- 2010 — «Вже не тут»
- 2013 — «Black Stone»

## Интервью группы
- «Табу. Кодекс музыканта.» (недоступная ссылка)